# エゾアカネ
エゾアカネ(Sympetrum flaveolum)は、トンボ科アカネ属に属する昆虫。

## 分布
ヨーロッパ、ロシア、中国、朝鮮半島に分布する。日本では北海道の東部に分布し、飛来個体と思われる記録が、北海道の日本海側や青森県にある。

## 形態
成熟したオスの頭部と腹部は赤くなり、腹部は下部の黒斑が発達する。成熟したメスは橙褐色になるが、赤くなる個体もいる。
また両性とも、脚の外側に黄色条がある。翅の基部に橙色斑があり、後翅の方が顕著だが、大きさには変異がある。他のアカネ属のとんぼでも、特にメスでは羽の基部のごく一部が黄色いことがあるが、この種ほど顕著ではない。

## 生態
平地から山地の抽水植物が多く生える池沼や湿地に生息する。成熟したオスは、なわばりをもち、メスがやってくると交尾をして周囲の植物にとまる。その後、連結をして打空産卵を行うが、メスのみで産卵することもある。1年1世代であり、卵の期間が8か月ほどで、幼虫の期間が2か月ほどである。卵で越冬する。飼育下では、卵が2か月ほどでふ化する場合もある。羽化は、水辺の植物などで夜間から早朝にかけて行われる。
この種が好む場所は、厚いイグサ原の周囲である。エゾアカネは、この場所に来るとほとんど飛ばなくなり、しばしば植物の上で羽を休める。
イギリスでは、生育するが定着することはない。カンブリアでは、ごく稀に単一個体が発生することがある。最近では、1995年8月にキリングトンのため池で発生した記録がある。稀に何匹かが渡ってくることがあり、1906年、1926年、1945年、1953年、1995年に観測されている。それぞれの年には、小さな繁殖コロニーが現れるが、数年後には死滅する。
南ヨーロッパでは、エゾアカネのヤゴが高地の貧栄養の池で成長する。ヤゴの生息地の温度や植生は、気候の変化によって変わってきたようである。数の多い捕食者として、エゾアカネのヤゴは、高地の池の食物連鎖において重要な役割を果たしており、この種がいなくなると食物連鎖が変化する。

## 保全状況評価
- 準絶滅危惧（NT）（環境省レッドリスト）